# Tumusla
Tumusla es una localidad de Bolivia, ubicada en las tierras altas del sur del país. Administrativamente está ubicada en el municipio de Santiago de Cotagaita de la provincia de Nor Chichas en el departamento de Potosí.
El pueblo está a una altitud de 2620 m s. n. m. a la derecha, margen sur del río Tumusla, que fluye sobre el río San Juan del Oro hasta el río Pilcomayo.
En esta localidad se dio el combate de Tumusla en 1825, que fue la última batalla de la Guerra de la Independencia en territorio actual boliviano.

## Historia
El 1 de abril de 1825 se libró el Combate de Tumusla cerca de este pueblo. En este combate se enfrentaron el jefe realista Pedro Antonio Olañeta frente a su antiguo subordinado Carlos Medinaceli, que pasó al bando independentista y luchó en nombre de la campaña militar comandada por Antonio José de Sucre. Esta batalla es considerada como la última batalla clave que dio camino a la independencia de Bolivia unos meses después.

## Geografía
Tumusla se encuentra entre la Cordillera de Chichas y las cadenas montañosas de la Cordillera Central, que se elevan alrededor de la meseta árida del Altiplano boliviano. Debido a su ubicación en el interior, el clima es fresco y seco y se caracteriza por un clima diurno típico en el que las fluctuaciones de temperatura entre el día y la noche suelen ser significativamente mayores que las fluctuaciones estacionales.
La temperatura media anual es de 13 °C y fluctúa sólo ligeramente entre 10 °C en junio/julio y unos buenos 15 °C de noviembre a marzo. La precipitación anual es de sólo unos 400 mm, con una estación seca pronunciada de abril a octubre con una precipitación mensual inferior a 20 mm y un período de humedad de diciembre a febrero con alrededor de 80 mm de precipitación mensual.

## Transporte
Tumusla se encuentra a 172 km por carretera al sur de Potosí, la capital departamental.
Desde Potosí, la ruta nacional pavimentada Ruta 1 va desde el lago Titicaca en el norte hasta la frontera con Argentina en el sur, pasando por las principales ciudades de El Alto, Oruro y Potosí. Desde Potosí recorre 37 kilómetros al sur hasta Cuchu Ingenio, donde la Ruta 14 se bifurca hacia el sur y vía Vitichi llega a Tumusla luego de otros 135 kilómetros. Luego continúa por Cotagaita hasta Villazón.

## Demografía
La población de la localidad se ha más que duplicado en la última década:
| Año  | Habitantes | Fuente |
| ---- | ---------- | ------ |
| 1992 | -          | Censo  |
| 2001 | 111        | Censo  |
| 2012 | 279        | Censo  |

La región tiene una alta proporción de población quechua, ya que en el municipio de Cotagaita el 96 % de la población habla el idioma quechua.